# Het Vlaamse Kruis
Het Vlaamse Kruis (afkorting: HVK) is een Vlaamse hulpverleningsorganisatie en vzw die op 20 oktober 1927 werd opgericht als tegenhanger van het Belgische Rode Kruis, een toen overwegend Franstalige organisatie. De organisatie spitst zich vooral toe op preventieve EHBO-posten op allerlei evenementen.
De voornaamste reden voor het oprichten van de vereniging was de grote nood aan medische verzorging tijdens het interbellum en de wens om hulpverlening met het Nederlands als voertaal te kunnen aanbieden.

## Geschiedenis

### Eerste Wereldoorlog
De Eerste Wereldoorlog had de nood aan medische verzorging aangetoond, samen met het verlangen naar het Nederlands als communicatiemiddel. Het Vlaamse Kruis vzw werd opgericht om hieraan tegemoet te komen.
Prof. dr. Frans Daels en dr. Antoine Depage hadden al eerder de idee gehad om een Vlaamse vereniging, actief in de gezondheidszorg, op te richten. Bij de oprichting werd dr. Jan Laureys eerste voorzitter. Emiel Ilegems werd secretaris en Leo Augusteyns penningmeester. Kort na de oprichting verscheen het tijdschrift Het Vlaamsche Kruis.
In 1929 verscheen het handboek van dr. Laureys over eerste hulp bij ongevallen (EHBO). Naast cursussen voor EHBO werden ook lessen gegeven in volkshygiëne.

### Tweede Wereldoorlog
Op de vooravond van de Tweede Wereldoorlog telde de vereniging een honderdtal afdelingen en genoot waardering en subsidies van gemeenten en provincies. Het algemeen secretariaat was gevestigd in Antwerpen en naast een bibliothecaris waren er enkele bedienden in dienst. Men telde meer dan 5.000 leden, verenigd in 21 afdelingen.
Tijdens de Tweede Wereldoorlog werd hulp geboden aan de burgerbevolking zowel tijdens de meidagen van 1940 als tijdens de bombardementen van de geallieerden en bij de V1-beschietingen van de Duitsers.
Tijdens de bezetting voerde de organisatie een neutrale koers en was aanwezig bij allerhande activiteiten, ook binnen de collaboratie, zoals bij manifestaties van de SS of van het VNV. Ze was actief bij de terugkeer van krijgsgevangenen en in de comités van Winterhulp. In 1941 trad ze toe tot de Nieuwe Ordestructuur Volk en Wetenschap. Anderzijds kwam ze in aanvaring met het VNV, omdat ze zich niet verder politiek wilde engageren.

### Na-oorlogse periode
Na de Bevrijding werd het Vlaamse Kruis voorwerp van gerechtelijke onderzoeken maar werd niet vervolgd wegens collaboratie. Wel werden in de meeste afdelingen bestuursleden verwikkeld in de repressie, vanwege hun persoonlijk engagement. Vlaamsvoelenden werden afgeschrikt door het woord 'Vlaamse'. Het ledenaantal slonk en het aantal bedienden moest verminderd worden. Een aantal afdelingen hield stand, vooral in het Antwerpse waar men meer betere herinneringen had omdat hier het Vlaamse Kruis meer op de voorgrond stond.
In 1948 begon in Antwerpen een ambulancedienst voor ziekenvervoer tegen sociale prijzen en werden de EHBO-diensten hervat. In 1982 werd de EHBO-commissie terug opgestart. Een nieuw leerboek van eerstehulpdiensten zag het daglicht. Voor de praktische oefeningen van de cursisten werd een dienst opgericht: VENUS (Vereniging voor Enscenering, Nabootsing en Uitbeelding van Slachtoffers). De vereniging bleef zijn Vlaamse identiteit onderstrepen door aanwezig te zijn op de IJzerbedevaarten, de Vlaams Nationale Zangfeesten, de Marsen op Brussel, de amnestiebetogingen en andere politieke betogingen in de jaren zeventig en tachtig.

### Vormingsinstelling
Einde jaren zeventig kreeg Het Vlaamse Kruis van de Vlaamse Gemeenschap zijn eerste subsidie in het kader van VIG (Vlaams Instituut voor Gezondheidspromotie). In 1998 telde de vereniging 4.700 leden, gegroepeerd in 38 afdelingen. In 2000 bekwam Het Vlaamse Kruis een erkenning als vereniging in het sociocultureel volwassenenwerk - nadien als gespecialiseerde vormingsinstelling. Dit gaf extra mogelijkheden voor de organisatie. Zowel de nationale als de provinciale en lokale structuren werden verstevigd, de vereniging kreeg een eigen uniformiteit en uitstraling. Het aanbod aan kaderopleidingen werd gevoelig uitgebreid. Via eigen publicaties van cursussen en een tijdschrift was de vereniging telkens mee met hun eigen ontwikkelingen op het vlak van eerstehulpverlening.
Vanaf april 2014 werd Het Vlaamse Kruis ook actief in Duitstalig België met afdeling Eifel.

### Professionalisering
In 2000 startte een professionalisering van de vereniging, ondersteund door een erkenning als vereniging in het volksontwikkelingswerk. Onder het leiderschap van de eerste algemeen directeur Bart Vissers (2000-2007), groeide het Algemeen Secretariaat (Hoofdzetel) van twee naar tien medewerkers.
Begin 2018 stelde Het Vlaamse Kruis Pascal Plovie aan als CEO, om Het Vlaamse Kruis te helpen in hun doelstelling professionalisering, dit project is gekend als HVK 2.0. Plovie was actief als CEO tot 2023.

## Structuur

### Bestuur

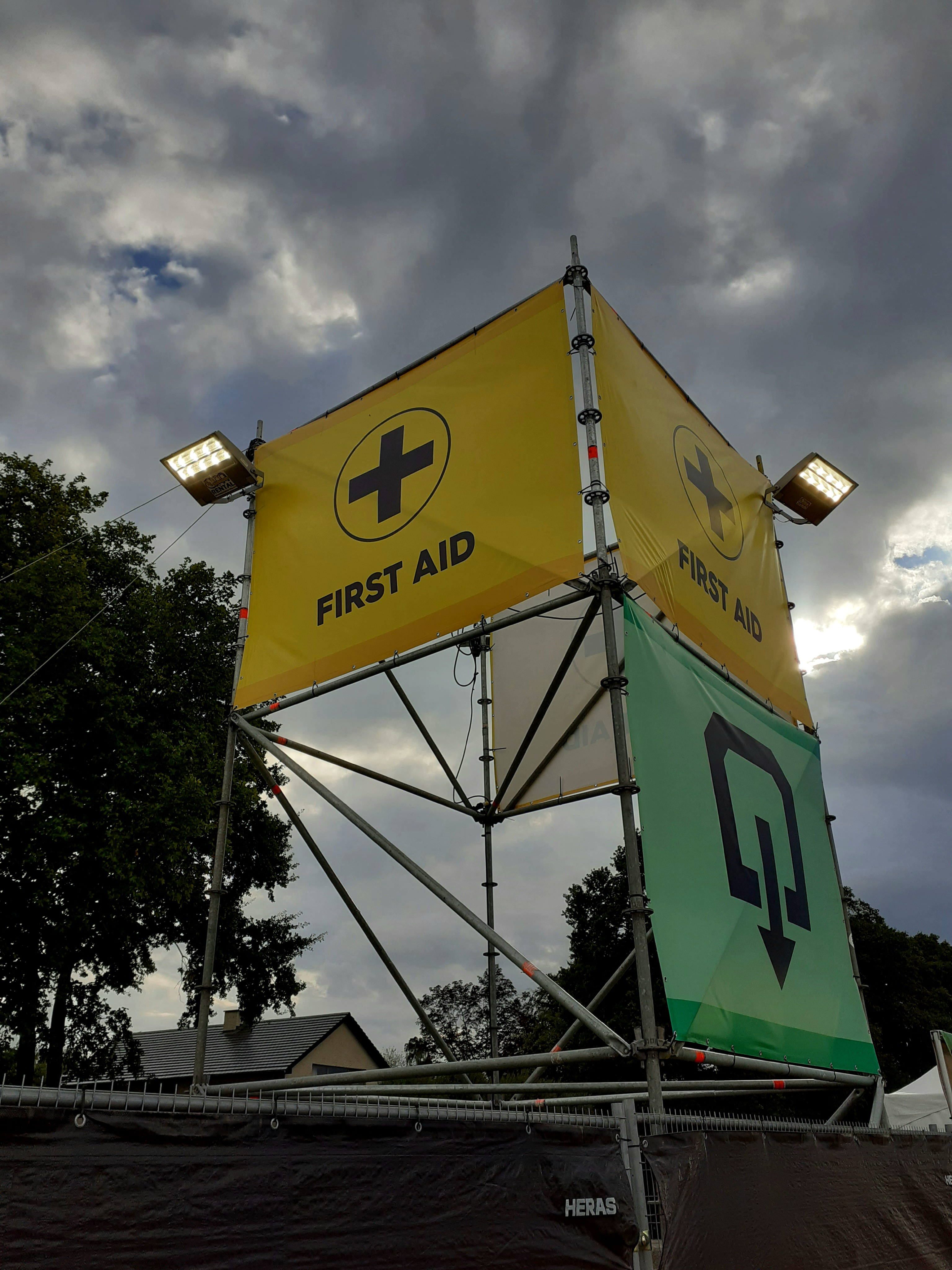
Voorbeeld van een EHBO-post op een groot zomerfestival, aangeduid met het logo van Het Vlaamse Kruis.

| Tijdspanne   | Voorzitter           |
| ------------ | -------------------- |
| 1927 - 1930  | Jan Laureys          |
| 1931 - 1944  | Arthur Van Huffelen  |
| 1945 - 1970  | Werner Van Huffelen  |
| 1970 - 1975  | Georges Stalpaert    |
| 1975 - 1989  | José Daels           |
| 1989 - 2004  | Jos Speybrouck       |
| 2004 - 2008  | Alfons Uytterhoeven  |
| 2008 - 2010  | Koen Monsieurs (wn.) |
| 2010 - 2016  | Gilbert Martein      |
| 2016 - 2024  | Gunther Groenen      |
| 2024 - heden | Rafaël Slechten      |

### Werking
De hoofdzetel van Het Vlaamse Kruis bevindt zich in Mechelen. De organisatie is erkend en gesubsidieerd door de Vlaamse overheid. De vereniging stelt meer dan 30 personen tewerk in zowel vrijwilligerswerking, opleidingen als ziekenvervoer.
De hulpverleningsorganisatie verzorgt de EHBO-permanentie van verschillende evenementen in Vlaanderen, zoals sportwedstrijden, feesten of grotere festivals als Pukkelpop. Daarnaast is de vereniging ook erkend als een vormingsinstelling voor eerste hulp. EHBO-opleidingen van korte en lange duur worden georganiseerd binnen de afdelingen. Een uitleendienst voor medisch materiaal en het verzorgen van zowel dringende geneeskundige hulpverlening (DGH) als niet-dringend liggend ziekenvervoer (NDLZ) behoren tot de activiteiten die het Vlaamse Kruis uitvoert.

#### Afdelingen
Het Vlaamse Kruis telt een 20-tal lokale afdelingen, geledingen of kernen, verspreid over alle Vlaamse provincies. De afdelingen hebben een hoofdzakelijk autonome werking met eigen voertuigen, materiaal, vrijwilligers en bestuur. Ook is er de hoofdzetel te Mechelen, dat de lokale geledingen ondersteunt en coördineert. Daarnaast is er ook een sterke onderlinge samenwerking tussen afdelingen om vooral grotere evenementen tot een goed einde te brengen. Een overzicht van de huidige afdelingen:
- Provincie West-Vlaanderen: Afdeling Brugge, Afdeling De Haan, Afdeling Kortrijk, Afdeling Ieper, Afdeling Waregem en Afdeling Mid-West-Vlaanderen.
- Provincie Oost-Vlaanderen: Afdeling Gent, Afdeling Merelbeke en Kern Denderstreek.
- Provincie Antwerpen: Afdeling Brabo (Hoboken), Afdeling Kontich, Afdeling Mol, Afdeling Schoten, Afdeling Turnhout, Kern Mechelen-Herselt en Kern Geel.
- Provincie Vlaams-Brabant: Afdeling Grimbergen, Kern Leuven en Kern Tienen.
- Provincie Limburg: Afdeling Bilzen, Afdeling Tessenderlo, Afdeling Beringen, Afdeling Hasselt en Kern Leopoldsburg.

#### Wagenpark
De lokale afdelingen van Het Vlaamse Kruis beschikken over eigen voertuigen, zoals:
- Ziekenwagens: 112-gekeurde ambulances voor het (dringend) vervoer van slachtoffers naar een ziekenhuis of hulppost of voor dringende interventies. Ambulances van Het Vlaamse Kruis zijn van het 'intermediaire type': zij voeren hoofdzakelijk niet-dringend patiëntenvervoer uit, maar zijn ook in staat om patiënten prioritair naar een ziekenhuis te transporteren. Zo is bijvoorbeeld hetzelfde materiaal als in 112-ziekenwagens aanwezig en beschikken de voertuigen over OGS. De bemanning van de ambulances bestaat uit 2 ambulanciers voor het niet-dringend transport of 2 hulpverlener-ambulanciers (houder van een 112-badge) voor dringende geneeskundige hulpverlening.
- Materiaalwagens: voertuigen voor het vervoer van al het nodige materiaal om een EHBO-post op te zetten: brancards, verzorgingskoffers, rolstoelen, interventietassen, AED's, rampenmateriaal...
- Dienstvoertuigen: worden gebruikt voor verplaatsen op grotere evenementen (bijvoorbeeld door de Dienstleiding), maar kunnen ook worden ingezet als MUG-voertuig voor levensbedreigende interventies met een urgentiearts en spoedverpleegkundige aan boord.
- Diverse andere voertuigen zoals rolstoelwagens voor niet-dringend liggend ziekenvervoer, materiaalaanhangwagens...

Het oudere wagenpark was geel van kleur met geel-grijze striping en logo's van Het Vlaamse Kruis. De nieuwe generatie voertuigen is gekleurd conform de laatste richtlijnen betreffende de uiterlijke kenmerken van ambulances, en specifiek het intermediair type: wit met een enkele rij Battenburg-vlakken in groen-geel patroon.

#### Vrijwilligers
Alle leden van Het Vlaamse Kruis zetten zich belangeloos in en worden zowel binnen als buiten de vereniging permanent en regelmatig bijgeschoold. Voor de hulpverlening op evenementen kan de organisatie op vele vrijwilligers rekenen: logistieke hulpverleners, EHBO-ers, (hulpverlener-)ambulanciers, verpleegkundigen en artsen.
Elke vrijwilliger binnen Het Vlaamse Kruis die te maken heeft met een aangrijpend incident, zowel in functie als buiten het werk bij HVK, wordt psychosociaal bijgestaan door een team speciaal opgeleide vrijwilligers: Panters. De 'Panters' kunnen door elke vrijwilliger op ieder moment worden opgeroepen via een wachtdienst en een centraal noodnummer. Reanimaties, ernstige ongevallen of agressie tegenover hulpverleners zijn voorbeelden van potentieel traumatische gebeurtenissen waarbij Panter preventief door de Dienstleiding wordt gealarmeerd. Een Panter zal dan contact opnemen met de betrokken vrijwilligers en hen gedurende langere periode een luisterend oor bieden.

#### Opleidingen
De lokale afdelingen organiseren regelmatig cursussen EHBO die toegankelijk zijn voor iedereen. De opleidingen bestaan uit een basiscursus en een vervolgcursus, met telkens een examenproef waarna, indien de cursist geslaagd is, een badge wordt uitgereikt waarmee de houder dienst mag doen als hulpverlener binnen Het Vlaamse Kruis, dit is echter geen verplichting. De actieve vrijwilligers dienen jaarlijks een specifiek aantal uren bijscholing te volgen om de geldigheid van hun badge te verlengen.
De opleidingen binnen Het Vlaamse Kruis gebeuren via een naslagwerk volgens het VLC-ABCDE-principe: Veiligheid/Vertrouwen/Verwittigen - Letselmechanisme - Check snel (voor levensbedreigende letsels) - Airway - Breathing - Circulation - Disability - Exposure & second survey.

#### Werkwijze op grote evenementen
Op grotere evenementen werkt het team in een bepaalde structuur om de hulpverlening professioneel en vlot te laten verlopen. Aan het hoofd van het medisch beleid en de verschillende hulpposten op het evenement staat de (Adjunct-)Dienstleider. Elke EHBO-post heeft een eigen Postverantwoordelijke (en eventueel een Adjunct), die de coördinatie over 1 hulppost in handen heeft. Verder zijn er ziekenwagenploegen (met 2 hulpverlener-ambulanciers), eigen MUG-teams (met een arts en verpleegkundige aan boord voor levensbedreigende situaties), terreinploegen (preventief op het terrein aanwezig), interventieploegen (komen ter plaatse bij een incident), postploegen (verlenen hulp in de EHBO-post) en logistieke ondersteuning.
Een grote EHBO-post ziet eruit als een 'kleine spoeddienst' op het evenement: bij aankomst van een slachtoffer in de hulppost, wordt een triage uitgevoerd. Er wordt een kleurcode toegekend aan het slachtoffer, volgens de ernst van de verwondingen en de tijd dat een patiënt kan wachten op verzorging. Doorgaans zijn er 4 zones in een hulppost: een Rode zone (T1, levensbedreigende letsels), een Gele zone (T2, ernstige verwondingen of aandoeningen, maar niet levensbedreigend), een Groene zone (T3, lichte verwondingen) en een 'Uitslaapzone' (een ruimte met brancards waar patiënten met ziekte of intoxicatie kunnen slapen en gemonitord worden).
Op grote of risicovolle evenementen wordt (net als bij rampen steeds het geval is) ook preventief een CP-OPS of Commandopost Operaties ingericht. Dit is een ruimte waar van elke discipline binnen de hulpverlening (brandweer, medische diensten, politie, logistiek en informatie) minstens 1 lid zetelt. Voor Het Vlaamse Kruis is ook steeds een vrijwilliger aanwezig. Zijn taak is de juiste interventie- of andere ploeg naar de juiste plaats op het terrein sturen, met behulp van een radionetwerk. De centralisten beschikken over de informatie van alle hulpdiensten, evenals een real-life overzicht van de status en locatie van elke actieve ploeg van HVK en coördineren zo de operationele werking van Het Vlaamse Kruis op het evenement.
Bij evenementen waarbij een groter risico is of een groot terrein moeilijker toegankelijk is voor de reguliere DGH-middelen, zoals grote festivals, kan Het Vlaamse Kruis eigen ambulances inschakelen in het 112-systeem. Zij zullen dan vanop het evenement ook dringende interventies in de omgeving uitvoeren en zo de hulpdiensten uit de regio ontlasten.